# Sylvia Plath
Sylvia Plath (27. oktober 1932 – 11. februar 1963) var en amerikansk forfatter og lyriker. Hun er mest kendt for sine digte og romanen The Bell Jar (dansk titel: Glasklokken).
Plath blev født i Boston af en tysk far og en østrigsk-amerikansk mor. Hun var et begavet barn, og som otteårig publicerede hun sit første digt. Hendes far døde af diabetes, da Plath var otte år gammel. Dette indgår som tema i flere af hendes digte. Hun skrev både romaner, noveller, digte og essays. Hendes mest kendte værk, romanen Glasklokken, var en semi-biografisk beretning om hendes kamp mod klinisk depression.
Sylvia Plath blev uddannet fra Smith College og fra Cambridge University.
Hun var fra 1956 til 1963 gift med digteren Ted Hughes, som hun mødte, da hun studerede i Cambridge. De blev dog separeret inden hendes selvmord. Sylvia Plath fik to børn. Datteren Frieda er digter, som sine forældre. Sylvia Plath udgav digtsamlingen Ariel og romanen glasklokken kort før sit selvmord i 1963, og opnåede en nærmest ikonagtig status i visse miljøer. Eftersom Plath og Hughes kun var separeret og ikke skilt ved hendes død, arvede Hughes rettighederne til hendes værker. Han udgav posthumt nogle af hendes dagbøger, men destruerede andre. Dette har vakt megen kontrovers efterfølgende i de britiske medier.
Det danske rockband Magnolia Shoals har taget navn efter et af hendes digte.